# دانييل ميلو
دانييل ميلو (بالبرتغالية: Daniel Melo) مواليد 4 يوليو 1977 في بيلو هوريزونتي، هو لاعب كرة مضرب برازيلي سابق بدأ مسيرته كمحترف سنة 1997 وكان يلعب باليد اليسرى، اعتزل اللعب في 2006. أعلى تصنيف له في الفردي كان المركز الـ 151 في سنة 2001. أعلى تصنيف له في الزوجي كان المركز الـ 79 في سنة 2002.

## الألقاب

### الزوجي (1)
| الرقم | التاريخ         | الدورة                        | الأرضية | الشريك      | المنافسون                 | النقاط             |
| ----- | --------------- | ----------------------------- | ------- | ----------- | ------------------------- | ------------------ |
| 1.    | سبتمبر 10, 2001 | بطولة البرازيل المفتوحة للتنس | صلبة    | انزو أرتوني | غاستون إتليس برنت هايجارث | 6–3, 1–6, 7–6(7-5) |

## روابط خارجية
- دانييل ميلو على موقع رابطة محترفي التنس (الإنجليزية)
- دانييل ميلو على موقع الاتحاد الدولي لكرة المضرب (الإنجليزية)
- دانييل ميلو على موقع خلاصة التنس.كوم (الإنجليزية)
- دانييل ميلو على موقع إي إس بي إن.كوم (الإنجليزية)